# Haruka Kodama
Haruka Kodama (兒玉 遥, Kodama Haruka), née le 19 septembre 1996 dans la préfecture de Miyazaki, est une chanteuse et actrice japonaise, ancienne membre du groupe HKT48 et AKB48 de 2011 à 2017. Dans HKT48, elle était membre de Tim H..